# Kaze no Klonoa: Moonlight Museum
Kaze no Klonoa: Moonlight Museum (風のクロノア ムーンライトミュージアム?, Kaze no Kuronoa Mūnraito Myūjiamu, lett. "Klonoa del Vento: Moonlight Museum") è un videogioco a piattaforme della serie Klonoa sviluppato da Namco e pubblicato da Bandai per la console portatile WonderSwan nel 1999.

## Trama
Ambientato antecedentemente agli eventi del primo capitolo della saga, Klonoa: Door to Phantomile, Kaze no Klonoa: Moonlight Museum vede Klonoa ed il suo amico Huepow che incontrano lungo il loro cammino una giovane ragazza in lacrime che gli dice che la luna è stata divisa in frammenti, i quali sono stati rubati da un misterioso gruppo di artisti che risiede nel vicino museo chiamato Moonlight Museum. Determinati ad aiutare la giovinetta, il duo di amici corre all'entrata dell'edificio ed una volta all'interno vengono accolti da un pittore di nome Picoo il quale poi li intrappola dentro ad un'opera d'arte. Klonoa e Huepow devono così attraversare cinque mondi che fanno parte del museo stesso prima di trovare la fonte di tutti i loro guai e riportare così la luna nel cielo.

## Modalità di gioco
Moonlight Museum è un videogioco a scorrimento, tale caratteristica verrà poi ripresa anche per i successivi capitoli della serie per Game Boy Advance. Il giocatore controlla Klonoa il quale è in grado di correre, saltare e farsi strada lungo i vari mondi, risolvendo anche alcuni rompicapo. Il protagonista può sconfiggere i nemici utilizzando l'arma "Wind Bullet" (proiettile di vento), un dispositivo somigliante ad un anello in grado di sparare una piccola raffica di vento in avanti, la quale permette di portarli sopra alla sua testa. Una volta preso un nemico, Klonoa può lanciarlo in avanti eliminando così tutti gli altri che vengono colpiti oppure utilizzarlo per eseguire un doppio salto, il quale gli permetterà di raggiungere aree altrimenti inaccessibili. Inoltre tenendo premuto il tasto di salto, è possibile far librare il personaggio a mezz'aria per un breve periodo di tempo sbattendo le sue grandi orecchie, questa tecnica permette di aumentare leggermente la distanza di un salto.
Completando tutti e cinque i mondi, si può accedere anche a dei livelli speciali chiamati "EX Stages", i quali non presentano elementi legati alla trama del gioco.
Il titolo si divide in cinque mondi, ognuno dei quali è diviso in sei livelli (chiamati "visioni"). Alla fine di ognuno di essi, Klonoa deve trovare una porta che potrà essere aperta raccogliendo tutte e 3 le stelle che si potranno trovare lungo il percorso. Sono presenti anche 30 cristalli (o "pietre dei sogni"), una volta raccolte tutte quante in un qualsiasi livello queste andranno a ricomporre un'immagine che verrà mostrata al termine della visione (ne sarà presente una per ogni mondo). Inoltre, il giovane protagonista può anche raccogliere dei cuori che gli permetteranno di ripristinare la sua salute e degli 1-up a forma di cappello che aumenteranno il suo numero di vite. A differenza del primo capitolo non sono presenti le battaglie contro i boss.

## Sviluppo
Moonlight Museum fu annunciato un mese prima della sua pubblicazione, nell'aprile 1999, come una sotto storia dell'originale Klonoa: Door to Phantomile per PlayStation. Il gioco è stato sviluppato in contemporanea a Klonoa 2: Lunatea's Veil per PlayStation 2, la produzione di entrambi fu diretta da Hideo Yoshizawa. Mentre gli sviluppatori di Klonoa 2 si focalizzarono di più sull'elemento "d'azione", quelli di Moonlight Museum si concentrarono maggiormente su quello "rompicapo", caratteristica che fu poi ripresa nei videogiochi per Game Boy Advance della serie.

## Accoglienza
| Testata                            | Giudizio |
| ---------------------------------- | -------- |
| GameRankings (media al 09-12-2019) | 60%      |
| IGN                                | 6/10     |
| Famitsū                            | 28/40    |

Kaze no Klonoa: Moonlight Museum è entrato nelle classifiche di vendita giapponesi come il decimo gioco più venduto nella sua prima settimana di uscita. In una recensione di una versione importata nel 2000, Colin Williamson di IGN lo definì come "un platform per WonderSwan carino, tenero... e dolorosamente nella media" trovando il level design "decente (anche se un po' noioso)" e la grafica che non ha sfruttato al massimo le potenzialità della console portatile. Il sito web ufficiale afferma che è possibile riprodurre altrettanto bene il titolo sia in modalità di visualizzazione orizzontale che verticale del WonderSwan e l'audio è "decisamente sopra la media" nonostante il numero limitato di tracce musicali presenti. Famitsū ha trovato il gioco semplicistico e divertente, ma non all'altezza del suo predecessore per PlayStation. La redazione di Retro Gamer lo ha elencato tra i migliori giochi WonderSwan per i suoi simpatici design dei personaggi e la rigiocabilità.